# Біляль Ель-Уадгірі
Біляль Ель-Уадгірі (араб. يلال الودغيري‎, нар. 3 серпня 2001) — марокканський футболіст, захисник клубу ФЮС (Рабат).

## Ігрова кар'єра
Народився 3 серпня 2001 року. Вихованець футбольної школи клубу МАС (Фес). Дорослу футбольну кар'єру розпочав 2020 року в основній команді того ж клубу, в якій провів три сезони, взявши участь у 36 матчах чемпіонату. 
До складу клубу ФЮС (Рабат) приєднався 2023 року. У першому сезоні після переходу відіграв за клуб з Рабата 24 матчі в національному чемпіонаті.

## Виступи за збірну
2024 року був включений до заявки олімпійської збірної Марокко для участі у футбольному турнірі на тогорічних Олімпійських іграх у Парижі.

## Статистика виступів

### Статистика клубних виступів
Станом на 24 липня 2024
| Сезон             | Команда           | Чемпіонат         | Чемпіонат | Чемпіонат | Національний кубок | Національний кубок | Національний кубок | Континентальні кубки | Континентальні кубки | Континентальні кубки | Інші змагання | Інші змагання | Інші змагання | Усього | Усього | Усього |
| Сезон             | Команда           | Ліга              | Ігор      | Голів     | Ліга               | Ігор               | Голів              | Ліга                 | Ігор                 | Голів                | Ліга          | Ігор          | Голів         | Ігор   | Голів  |        |
| ----------------- | ----------------- | ----------------- | --------- | --------- | ------------------ | ------------------ | ------------------ | -------------------- | -------------------- | -------------------- | ------------- | ------------- | ------------- | ------ | ------ | ------ |
| 2020–21           | МАС (Фес)         | Б1                | 1         | 0         | КМ                 | 0                  | 0                  |                      | -                    | -                    |               | -             | -             | 1      | 0      |        |
| 2021–22           | МАС (Фес)         | Б1                | 16        | 0         | КМ                 | 1                  | 0                  |                      | -                    | -                    |               | -             | -             | 17     | 0      |        |
| 2022–23           | МАС (Фес)         | Б1                | 19        | 3         | КМ                 | 0                  | 0                  |                      | -                    | -                    |               | -             | -             | 19     | 3      |        |
| 2023–24           | ФЮС (Рабат)       | Б1                | 24        | 0         | КМ                 | 1                  | 0                  | ККК                  | 4                    | 0                    |               | -             | -             | 29     | 0      |        |
| Усього за кар'єру | Усього за кар'єру | Усього за кар'єру | 60        | 3         |                    | 2                  | 0                  |                      | 4                    | 0                    |               | -             | -             | 66     | 3      |        |